# 大植英次
大植 英次（おおうえ えいじ、1956年10月3日 - ）は、日本のクラシック音楽の指揮者。大阪フィルハーモニー交響楽団桂冠指揮者。

## 経歴

### 生い立ち、大阪フィルハーモニー交響楽団以前
広島市、現在の佐伯区で生まれ、4歳よりピアノをはじめる。5歳から7年間、戸田繁子の音楽教室でピアノとソルフェージュを学ぶ。ティンパニ、トロンボーン、フルート、ホルンなど多くの楽器を経験する。桐朋学園で斎藤秀雄に師事、1978年に小澤征爾の招きで渡米、ボストンのニューイングランド音楽院で学んだ。タングルウッド音楽祭に参加。幼少の頃からの憧れであったバーンスタインと出会い、各地の演奏会で助手をつとめた。1985年にはバーンスタインと共に広島平和コンサートに出演し、糀場富美子の『広島レクイエム』を指揮した。1990年の第1回PMF音楽祭では病で帰国したバーンスタインの代演をしている。なお、バーンスタイン没後、遺族からバーンスタインが最後のコンサートで使った指揮棒とジャケットを形見分けされている。
1986年にバッファロー・フィルハーモニー管弦楽団準指揮者に就任、1990年から1992年までPMFオーケストラのレジデント・コンダクターを経験する。1991年から1995年までエリー・フィルハーモニック音楽監督、1995年から2002年までミネソタ管弦楽団の第9代音楽監督。1998年からはハノーファー北ドイツ放送フィルハーモニー管弦楽団の首席指揮者、2009年から終身名誉指揮者。それぞれのオーケストラの力を飛躍的に伸ばしたとされる。エリー市には大植の功績を称えてその名を冠した通りがあり、大植の誕生日は市の休日である。ミネソタ時代にはシリアルフレークのパッケージやバスの車体広告にその姿があしらわれたり、アイスホッケーの始球式やメジャーリーグの始球式に招かれたりもしている（うち1回はイチローを相手に投球している）。
2000年からはハノーファー音楽大学終身正教授もつとめ、指揮科で学生の指導にあたっている。
1997年から2003年まで、米国ワイオミング州のグランド・ティートン音楽祭で音楽監督もつとめた。

### 大阪フィルハーモニー交響楽団音楽監督就任以降
2001年に亡くなった朝比奈隆の後任として、2003年4月に大阪フィルハーモニー交響楽団の音楽監督に就任した。なお、大植はバトンタッチといった言葉を好まず、いまだ生きている朝比奈隆の魂ともども音楽を作ることを強調している。就任披露定期演奏会として、2003年5月9日と5月10日にザ・シンフォニーホールでマーラーの交響曲第2番『復活』を指揮、2005年3月20日サントリーホールでの就任後初の東京定期演奏会では、同じくマーラーの交響曲第6番『悲劇的』を指揮した。以後、大フィルの定期演奏会を中心に、近代曲やオペラなども取り上げると同時に、ベートーヴェンやブルックナーなどの大フィルが従来より得意としてきたレパートリーもこなしている。
なお、大植は朝比奈と直接対面することはなかったが、1973年に朝比奈が指揮した近衛秀麿版のベートーヴェン交響曲第3番『英雄』に衝撃を受けている。また大植は、1995年、1996年に阪神・淡路大震災チャリティーのため大フィルを指揮しており、のちに朝比奈から「今後共機会あればよろしくたのみます」としたためられた手紙を受け取っている。
2005年7月には東洋人指揮者として初めて、ワーグナー作品の上演で知られるバイロイト音楽祭の本公演に出演、『トリスタンとイゾルデ』を指揮した。なお、この時の上演は新演出がさんざんに酷評され、指揮も評判が芳しくなく、結果的に1年限りの登板に止まった。
スペインのカタルーニャ州立バルセロナ交響楽団の常任指揮者兼アーティスティック・アドヴァイザーを2006/2007年シーズンから務めたが、2009/2010年シーズンをもって終了した。他にも全米の主要オーケストラをはじめ、世界各地で客演を行っている。
日本のオーケストラでは、過去にNHK交響楽団、新日本フィルハーモニー交響楽団、読売日本交響楽団、広島交響楽団、東京フィルハーモニー交響楽団、東京交響楽団、群馬交響楽団、オーケストラ・アンサンブル金沢などを指揮したことがある。東京フィルでは、2014年3月の「創設100周年」記念ワールドツアーを率いている（後述）。2016年に日本フィルハーモニー交響楽団を指揮した際には、初共演にしてヴィヴァルディの『四季』をチェンバロで弾き振りした。
そのエネルギッシュな指揮姿で知られ、アメリカ時代から「エイジ・エクスプレス」と称する地域での音楽普及活動に力を入れており、大阪でも活動を続けている。大阪近鉄バファローズ、阪神タイガースの試合で始球式も行ったことがある。「楽しくなければ音楽ではない」と言い、サイン会などで揮毫する際は「心音」という言葉を好む。
2006年より、大阪クラシックをプロデュースしている。同イベントは年々規模が拡大され、9月初旬の大阪市の風物となりつつある。2009年には入場者が5万人を突破した。
2012年3月をもって大フィル音楽監督を退任し、現在は同楽団の桂冠指揮者となっている。
2014年には東京フィル創立100周年記念ワールドツアーを指揮した（ニューヨーク、マドリッド、パリ、ロンドン、シンガポール、バンコク。2011年に予定されていたが、東日本大震災のため延期されていた)。特にニューヨークではその熱演に客が総立ちになり、感極まった大植が指揮棒を客席に投げ込む一幕もあった。

## 録音
CDは、ミネソタ管弦楽団との録音はレファレンス、大阪フィルハーモニー交響楽団との録音はフォンテックから出ている。ドイツ・グラモフォンからはヒラリー・ハーンの伴奏でスウェーデン放送交響楽団を指揮したものがある。ハノーファー北ドイツ放送フィルハーモニー管弦楽団では自主盤、cpoなどへの録音、さらにハノーファー音楽大学管弦楽団（教員と学生の混成）との録音がある。

## 受賞歴
- 1980年 タングルウッド音楽祭 クーセヴィツキー記念フェローシップ（クーセヴィツキー大賞）
- 1981年 ザルツブルク・モーツァルテウム指揮者コンクール、ハンス・ハーリング賞・第1位
- 2004年 ミネソタ管弦楽団演奏のCD（アージェント作曲）が第46回グラミー賞 "Best Classical Contemporary Composition"。グラミー賞にはそれ以前数回ノミネートされていた。
- 2004年 第25回音楽クリティック・クラブ賞（音楽クリティック・クラブ（関西在住の音楽評論家により構成される）より）
- 2005年 プレトリウス賞（ドイツ・ニーダーザクセン州より）
- 2006年 大阪芸術賞特別賞（大阪府・大阪市と各々の教育委員会より）
- 2006年 第5回齋藤秀雄メモリアル基金賞（財団法人ソニー音楽芸術振興会より）
- 2007年 第42回大阪市市民表彰（大阪市より）
- 2007年 大阪活力グランプリ2007特別賞（大阪商工会議所より）
- 2009年 功労勲章・一等功労十字章（ドイツ・ニーダーザクセン州より）
- 2009年 広島市民賞（広島市より）

## 逸話
- ピアノを始めたのは、じっとしていない子供だったため、落ち着かせるために親が習わせたのがはじまりだという。
- 楽器を経験のうち、ティンパニは強く叩きすぎてヘッド（被膜）を破り、トロンボーンはスライドを飛ばしてしまい、フルートは強く吹きすぎて気を失いかけるなど、大植本人が失敗談としてトークの材料に使われる結果になった。
- 渡米する前に大植は小澤征爾に弟子入りしようと、ホテルで10時間以上待ち続けたという。
- バーンスタインとは、タングルウッドで大植がピアノを弾いている時に横から話しかけてくる人物を手で追いやったところ、その人物がバーンスタイン本人であった、というのが初対面であった。
- 2003年にプロ野球セ・リーグの優勝が阪神タイガースに決まった直後の定期演奏会の時、演奏終了後舞台袖から再登場（カーテンコール）に際して、阪神タイガースの法被を羽織り、さらに応援用メガホンを持って登場したことがある。
- 好物はカツカレー。また大阪のたこ焼きも好む。
- 苦手なものは夏の暑さ。
- 自分の葬儀にモーツァルトの『アヴェ・ヴェルム・コルプス』を使ってほしい、と語ったことがある。